# Treizième district congressionnel de Floride
Le 13e district congressionnel de Floride est une circonscription électorale du Congrès américain sur la côte du golfe de Floride, redessinée en 2012, à compter de janvier 2013, au comté de Pinellas,. Le district comprend Saint-Pétersbourg, Largo et Clearwater.
De 2003 à 2012, il englobait la totalité des comtés de Sarasota, DeSoto et Hardee, ainsi que la majeure partie du comté de Manatee, à l'exception d'une petite partie côtière du nord qui était alors située dans le 11e district congressionnel voisin. Il comprenait également une petite partie du comté de Charlotte. La majeure partie de ce district est maintenant le 16e district congressionnel, tandis que le 13e actuel couvre la majeure partie de ce qui avait été le 10e district de 1993 à 2013.
Le district est actuellement représenté par la Républicaine Anna Paulina Luna.

## Histoire

### Redécoupage de 2015 ordonné par la justice
En juillet 2015, la Cour suprême de Floride a annulé les limites des districts de l'État, jugeant que « les cartes étaient le produit d'un gerrymandering politique inconstitutionnel ». Elle a exprimé sa méfiance à l'égard des législateurs et « a fourni des instructions détaillées sur la manière de réparer la carte défectueuse à temps pour les élections de 2016 ».
En 2012, la législature a dessiné ces districts afin que le district 14 traverse Tampa Bay depuis le comté de Hillsborough, divisant le comté de Pinellas et la ville de Saint-Pétersbourg pour inclure une partie de la population noire du sud du comté de Pinellas dans le district 14. Les challengers ont soutenu que la configuration de ces districts par la législature - qui « a ajouté plus d'électeurs démocrates à un district démocrate 14 déjà en toute sécurité, tout en garantissant que le district 13 était plus favorable au parti républicain » - était directement liée à la conclusion du tribunal de première instance selon laquelle la carte promulguée était inconstitutionnellement dessinée pour favoriser le parti républicain.
L'avenir des limites du quartier étant indéterminé, le parti républicain pourrait l'abandonner. C'est là que (sous des frontières légèrement différentes) William C. Cramer a été élu au Congrès, et il a aidé à construire le parti républicain en Floride et dans le sud. Il a occupé ses fonctions de 1954 à 1970. Le républicain C.W. Bill Young a essentiellement représenté le district de 1971 à sa mort en 2013. Mais la démographie a continué de changer et, plus récemment, c'est un swing district. Plusieurs démocrates pourraient être intéressés à briguer le siège.

### Redécoupage de 2022 de DeSantis
Malgré la décision de la Cour suprême de Floride de juillet 2015 annulant une carte congressionnelle manifestement redécoupée dans laquelle la législature de 2012 avait redessiné le 14e district de Tampa pour inclure des parties de la ville de Saint-Pétersbourg et les populations noires du sud du comté de Pinellas, l'administration du Gouverneur DeSantis a redessiné le 13e district du comté de Pinellas afin d'exclure ces zones démocratiques connues. En vertu des amendements constitutionnels des Fair Districts que les électeurs de Floride ont approuvés en 2010, il est interdit aux législateurs de désigner des districts qui favorisent ou défavorisent intentionnellement les titulaires ou les partis. En septembre 2023, le Juge de circuit J. Lee Marsh a déterminé que le plan de redécoupage proposé par Ron DeSantis violait la constitution de l'État et qu'il était interdit de l'utiliser pour de futures élections au Congrès américain.

## Géographie
| #   | Comté    | Siège      | Population |
| --- | -------- | ---------- | ---------- |
| 103 | Pinellas | Clearwater | 961 596    |

### Villes de 10 000 personnes et plus
- St. Petersburg – 261 256
- Clearwater – 117 292
- Largo – 82 485
- Palm Harbor – 61 366
- Pinellas Park – 53 456
- Dunedin – 35 930
- East Lake – 32 344
- Tarpon Springs – 25 117
- Lealman – 21 189
- Seminole – 19 331
- Safety Harbor – 17 072
- West Lealman – 16 438
- Oldsmar – 14 898
- Gulfport – 11 783

### Villes de2 500à10 000personnes
- Bardmoor – 9 852
- St. Pete Beach – 8 879
- Treasure Island – 6 584
- South Pasadena – 5 353
- Kenneth City – 5 047
- South Highpoint – 5 018
- Belleair – 4 273
- Madeira Beach – 3 895
- Tierra Verde – 3 836
- Indian Rocks Beach – 3 673
- Feather Sound – 3 607
- Bay Pines – 3 106
- Ridgecrest – 2 966
- Greenbriar – 2 696
- Harbor Bluffs – 2 646

## Historique de vote
| Année | Poste     | Poste                   |
| ----- | --------- | ----------------------- |
| 2000  | Président | Bush 55,0 % – 45,0 %    |
| 2004  | Président | Bush 56,0 % – 44,0 %    |
| 2008  | Président | McCain 52,0 % – 47,0 %  |
| 2012  | Président | Obama 50,0 % – 49,0 %   |
| 2016  | Président | Clinton 50,0 % – 46,0 % |
| 2020  | Président | Biden 51,0 % – 47,0 %   |

## Liste des représentants du district
| Membre                              | Parti       | Années                           | Congrès     | Histoire électorale                                                                                              | Zone gréographique |
| ----------------------------------- | ----------- | -------------------------------- | ----------- | --- | ------------------ |
| District district le 3 janvier 1973 |             |                                  |             | |                    |
| William Lehman (en)                 | Démocrate   | 3 janvier 1973 - 3 janvier 1983  | 93e - 97e   | Élu en 1972. Réélu en 1974. Réélu en 1976. Réélu en 1978. Réélu en 1980. Redécoupage vers le 17e district.       | 1973–1983          |
| Connie Mack III                     | Républicain | 3 janvier 1983 - 3 janvier 1989  | 98e - 100e  | Élu en 1982. Réélu en 1984. Réélu en 1986. Retrait pour se présenter comme Sénateur des États-Unis.              | 1983–1993          |
| Porter Goss                         | Républicain | 3 janvier 1989 - 3 janvier 1993  | 101e , 102e | Élu en 1988. Réélu en 1990. Redécoupage vers le 14e district.                                                    | 1983–1993          |
| Dan Miller (en)                     | Républicain | 3 janvier 1993 - 3 janvier 2003  | 103e - 107e | Élu en 1992. Réélu en 1994. Réélu en 1996. Réélu en 1998. Réélu en 2000. Retrait.                                | 1993–2003          |
| Katherine Harris                    | Républicain | 3 janvier 2003 - 3 janvier 2007  | 108e - 109e | Élue en 2002. Réélue en 2004. Retrait pour se présenter comme Sénatrice des États-Unis.                          | 2003–2013          |
| Vern Buchanan                       | Républicain | 3 janvier 2007 - 3 janvier 2013  | 110e - 112e | Élu en 2006. Réélu en 2008. Réélu en 2010. Redécoupage vers le 16e district.                                     | 2003–2013          |
| Bill Young (en)                     | Républicain | 3 janvier 2013 - 18 octobre 2013 | 113e        | Redécoupage depuis le 10e district et réélu en 2012. Décès.                                                      | 2013–2017          |
| Vacant                              | Vacant      | 18 octobre 2018 - 13 mars 2014   | 113e        | | 2013–2017          |
| David Jolly                         | Républicain | 13 mars 2014 - 3 janvier 2017    | 113e , 114e | Élu pour terminer le mandat de Young. Réélu en 2014. Perd sa réélection.                                         | 2013–2017          |
| Charlie Crist                       | Démocrate   | 3 janvier 2017 - 31 août 2022    | 115e - 117e | Élu en 2016. Réélu en 2018. Réélu en 2020. Retrait et démissionne pour se présenter comme Gouverneur de Floride. | 2017–2023          |
| Vacant                              | Vacant      | 31 août 2022 - 3 janvier 2023    | 117e        | | 2017–2023          |
| Anna Paulina Luna                   | Républicain | 3 janvier 2023 - en cours        | 118e        | Élue en 2022. | 2023–en cours      |

## Résultats des récentes élections
Voici les résultats des dix précédents cycles électoraux dans le district.

### 2004
| Élection de 2004 du 13e district congressionnel de Floride | Élection de 2004 du 13e district congressionnel de Floride | Élection de 2004 du 13e district congressionnel de Floride | Élection de 2004 du 13e district congressionnel de Floride | Élection de 2004 du 13e district congressionnel de Floride |
| ---------------------------------------------------------- | ---------------------------------------------------------- | ---------------------------------------------------------- | ---------------------------------------------------------- | ---------------------------------------------------------- |
| Parti                                                      | Parti                                                      | Candidat                                                   | Votes                                                      | %                                                          |
|                                                            | Républicain                                                | Katherine Harris (sortante)                                | 190 477                                                    | 55,30                                                      |
|                                                            | Démocrate                                                  | Jan Schneider                                              | 153 961                                                    | 44,70                                                      |
| Total des votes                                            | Total des votes                                            | Total des votes                                            | 344 438                                                    | 100 %                                                      |
|                                                            | Les Républicains conservent                                |                                                            |                                                            |                                                            |

### 2006
| Élection de 2006 du 13e district congressionnel de Floride | Élection de 2006 du 13e district congressionnel de Floride | Élection de 2006 du 13e district congressionnel de Floride | Élection de 2006 du 13e district congressionnel de Floride | Élection de 2006 du 13e district congressionnel de Floride |
| ---------------------------------------------------------- | ---------------------------------------------------------- | ---------------------------------------------------------- | ---------------------------------------------------------- | ---------------------------------------------------------- |
| Parti                                                      | Parti                                                      | Candidat                                                   | Votes                                                      | %                                                          |
|                                                            | Républicain                                                | Vern Buchanan                                              | 119 309                                                    | 50,08                                                      |
|                                                            | Démocrate                                                  | Christine Jennings                                         | 118 940                                                    | 49,92                                                      |
| Total des votes                                            | Total des votes                                            | Total des votes                                            | 238 249                                                    | 100 %                                                      |
|                                                            | Les Républicains conservent                                |                                                            |                                                            |                                                            |

### 2008
| Élection de 2008 du 13e district congressionnel de Floride | Élection de 2008 du 13e district congressionnel de Floride | Élection de 2008 du 13e district congressionnel de Floride | Élection de 2008 du 13e district congressionnel de Floride | Élection de 2008 du 13e district congressionnel de Floride |
| ---------------------------------------------------------- | ---------------------------------------------------------- | ---------------------------------------------------------- | ---------------------------------------------------------- | ---------------------------------------------------------- |
| Parti                                                      | Parti                                                      | Candidat                                                   | Votes                                                      | %                                                          |
|                                                            | Républicain                                                | Vern Buchanan (sortant)                                    | 204 382                                                    | 55,43                                                      |
|                                                            | Démocrate                                                  | Christine Jennings                                         | 137 967                                                    | 37,42                                                      |
|                                                            | Indépendant                                                | Jan Schneider                                              | 20 989                                                     | 5,69                                                       |
|                                                            | Indépendant                                                | Don Baldauf                                                | 5 358                                                      | 1,45                                                       |
| Total des votes                                            | Total des votes                                            | Total des votes                                            | 368 696                                                    | 100 %                                                      |
|                                                            | Les Républicains conservent                                |                                                            |                                                            |                                                            |

### 2010
| Élection de 2010 du 13e district congressionnel de Floride | Élection de 2010 du 13e district congressionnel de Floride | Élection de 2010 du 13e district congressionnel de Floride | Élection de 2010 du 13e district congressionnel de Floride | Élection de 2010 du 13e district congressionnel de Floride |
| ---------------------------------------------------------- | ---------------------------------------------------------- | ---------------------------------------------------------- | ---------------------------------------------------------- | ---------------------------------------------------------- |
| Parti                                                      | Parti                                                      | Candidat                                                   | Votes                                                      | %                                                          |
|                                                            | Républicain                                                | Vern Buchanan (sortant)                                    | 183 811                                                    | 68,86                                                      |
|                                                            | Démocrate                                                  | James T. Golden                                            | 83 123                                                     | 31,14                                                      |
| Total des votes                                            | Total des votes                                            | Total des votes                                            | 266 934                                                    | 100 %                                                      |
|                                                            | Les Républicains conservent                                |                                                            |                                                            |                                                            |

### 2012
| Élection de 2012 du 13e district congressionnel de Floride | Élection de 2012 du 13e district congressionnel de Floride | Élection de 2012 du 13e district congressionnel de Floride | Élection de 2012 du 13e district congressionnel de Floride | Élection de 2012 du 13e district congressionnel de Floride |
| ---------------------------------------------------------- | ---------------------------------------------------------- | ---------------------------------------------------------- | ---------------------------------------------------------- | ---------------------------------------------------------- |
| Parti                                                      | Parti                                                      | Candidat                                                   | Votes                                                      | %                                                          |
|                                                            | Républicain                                                | Bill Young (en) (sortant)                                  | 189 609                                                    | 57,57                                                      |
|                                                            | Démocrate                                                  | Jessica Ehrlich                                            | 139 742                                                    | 42,43                                                      |
| Total des votes                                            | Total des votes                                            | Total des votes                                            | 329 347                                                    | 100 %                                                      |
|                                                            | Les Républicains conservent                                |                                                            |                                                            |                                                            |

### 2014 (Spéciale)
| Élection de 2014 du 13e district congressionnel de Floride | Élection de 2014 du 13e district congressionnel de Floride | Élection de 2014 du 13e district congressionnel de Floride | Élection de 2014 du 13e district congressionnel de Floride | Élection de 2014 du 13e district congressionnel de Floride |
| ---------------------------------------------------------- | ---------------------------------------------------------- | ---------------------------------------------------------- | ---------------------------------------------------------- | ---------------------------------------------------------- |
| Parti                                                      | Parti                                                      | Candidat                                                   | Votes                                                      | %                                                          |
|                                                            | Républicain                                                | David Jolly                                                | 89 095                                                     | 48,52                                                      |
|                                                            | Démocrate                                                  | Alex Sink                                                  | 85 639                                                     | 46,64                                                      |
|                                                            | Libertarien                                                | Lucas Overby                                               | 8 893                                                      | 4,84                                                       |
| Total des votes                                            | Total des votes                                            | Total des votes                                            | 183 927                                                    | 100 %                                                      |
|                                                            | Les Républicains conservent                                |                                                            |                                                            |                                                            |

### 2014
| Élection de 2014 du 13e district congressionnel de Floride | Élection de 2014 du 13e district congressionnel de Floride | Élection de 2014 du 13e district congressionnel de Floride | Élection de 2014 du 13e district congressionnel de Floride | Élection de 2014 du 13e district congressionnel de Floride |
| ---------------------------------------------------------- | ---------------------------------------------------------- | ---------------------------------------------------------- | ---------------------------------------------------------- | ---------------------------------------------------------- |
| Parti                                                      | Parti                                                      | Candidat                                                   | Votes                                                      | %                                                          |
|                                                            | Républicain                                                | David Jolly (sortant)                                      | 168 172                                                    | 75,22                                                      |
|                                                            | Libertarien                                                | Lucas Overby                                               | 55 318                                                     | 24,74                                                      |
|                                                            | Write-in                                                   | Michael Stephen Levinson                                   | 86                                                         | 0,04                                                       |
| Total des votes                                            | Total des votes                                            | Total des votes                                            | 223 576                                                    | 100 %                                                      |
|                                                            | Les Républicains conservent                                |                                                            |                                                            |                                                            |

### 2016
| Élection de 2016 du 13e district congressionnel de Floride | Élection de 2016 du 13e district congressionnel de Floride | Élection de 2016 du 13e district congressionnel de Floride | Élection de 2016 du 13e district congressionnel de Floride | Élection de 2016 du 13e district congressionnel de Floride |
| ---------------------------------------------------------- | ---------------------------------------------------------- | ---------------------------------------------------------- | ---------------------------------------------------------- | ---------------------------------------------------------- |
| Parti                                                      | Parti                                                      | Candidat                                                   | Votes                                                      | %                                                          |
|                                                            | Démocrate                                                  | Charlie Crist                                              | 184 693                                                    | 51,90                                                      |
|                                                            | Républicain                                                | David Jolly (sortant)                                      | 171 149                                                    | 48,10                                                      |
| Total des votes                                            | Total des votes                                            | Total des votes                                            | 355 842                                                    | 100 %                                                      |
|                                                            | Les Démocrates prennent aux Républicains                   |                                                            |                                                            |                                                            |

### 2018
| Élection de 2018 du 13e district congressionnel de Floride | Élection de 2018 du 13e district congressionnel de Floride | Élection de 2018 du 13e district congressionnel de Floride | Élection de 2018 du 13e district congressionnel de Floride | Élection de 2018 du 13e district congressionnel de Floride |
| ---------------------------------------------------------- | ---------------------------------------------------------- | ---------------------------------------------------------- | ---------------------------------------------------------- | ---------------------------------------------------------- |
| Parti                                                      | Parti                                                      | Candidat                                                   | Votes                                                      | %                                                          |
|                                                            | Démocrate                                                  | Charlie Crist (sortant)                                    | 182 717                                                    | 57,64                                                      |
|                                                            | Républicain                                                | George Buck                                                | 134 254                                                    | 42,36                                                      |
| Total des votes                                            | Total des votes                                            | Total des votes                                            | 316 971                                                    | 100 %                                                      |
|                                                            | Les Démocrates conservent                                  |                                                            |                                                            |                                                            |

### 2020
| Élection de 2020 du 13e district congressionnel de Floride | Élection de 2020 du 13e district congressionnel de Floride | Élection de 2020 du 13e district congressionnel de Floride | Élection de 2020 du 13e district congressionnel de Floride | Élection de 2020 du 13e district congressionnel de Floride |
| ---------------------------------------------------------- | ---------------------------------------------------------- | ---------------------------------------------------------- | ---------------------------------------------------------- | ---------------------------------------------------------- |
| Parti                                                      | Parti                                                      | Candidat                                                   | Votes                                                      | %                                                          |
|                                                            | Démocrate                                                  | Charlie Crist (sortant)                                    | 215 405                                                    | 53,04                                                      |
|                                                            | Républicain                                                | Anna Paulina Luna                                          | 190 713                                                    | 46,96                                                      |
|                                                            | Républicain Indépendant (en)                               | Jacob Curnow (write-in)                                    | 7                                                          | 0,01                                                       |
| Total des votes                                            | Total des votes                                            | Total des votes                                            | 406 125                                                    | 100 %                                                      |
|                                                            | Les Démocrates conservent                                  |                                                            |                                                            |                                                            |

### 2022
La primaire démocrate a été annulée. Eric Lynn avance vers l'élection générale.
| Primaire républicaine de 2022 du 13e district congressionnel de Floride | Primaire républicaine de 2022 du 13e district congressionnel de Floride | Primaire républicaine de 2022 du 13e district congressionnel de Floride | Primaire républicaine de 2022 du 13e district congressionnel de Floride | Primaire républicaine de 2022 du 13e district congressionnel de Floride |
| ----------------------------------------------------------------------- | ----------------------------------------------------------------------- | ----------------------------------------------------------------------- | ----------------------------------------------------------------------- | ----------------------------------------------------------------------- |
| Parti                                                                   | Parti                                                                   | Candidat                                                                | Votes                                                                   | %                                                                       |
|                                                                         | Républicain                                                             | Anna Paulina Luna                                                       | 37 156                                                                  | 44,5                                                                    |
|                                                                         | Républicain                                                             | Kevin Hayslett                                                          | 28 108                                                                  | 33,6                                                                    |
|                                                                         | Républicain                                                             | Amanda Makki                                                            | 14 159                                                                  | 17,0                                                                    |
|                                                                         | Républicain                                                             | Christine Quinn                                                         | 2 510                                                                   | 3,0                                                                     |
|                                                                         | Républicain                                                             | Moneer Kheireddine                                                      | 1 599                                                                   | 1,9                                                                     |

| Élection de 2022 du 13e district congressionnel de Floride | Élection de 2022 du 13e district congressionnel de Floride | Élection de 2022 du 13e district congressionnel de Floride | Élection de 2022 du 13e district congressionnel de Floride | Élection de 2022 du 13e district congressionnel de Floride |
| ---------------------------------------------------------- | ---------------------------------------------------------- | ---------------------------------------------------------- | ---------------------------------------------------------- | ---------------------------------------------------------- |
| Parti                                                      | Parti                                                      | Candidat                                                   | Votes                                                      | %                                                          |
|                                                            | Républicain                                                | Anna Paulina Luna                                          | 181 487                                                    | 53,14                                                      |
|                                                            | Démocrate                                                  | Eric Lynn                                                  | 153 876                                                    | 45,06                                                      |
|                                                            | Libertarien                                                | Frank Craft                                                | 6 163                                                      | 1,80                                                       |
| Total des votes                                            | Total des votes                                            | Total des votes                                            | 341 526                                                    | 100 %                                                      |
|                                                            | Les Républicains prennent aux Démocrates                   |                                                            |                                                            |                                                            |

### 2024
La Primaire Républicaine a été annulée. Anna Paulina Luna (R-Sortante) avance vers l'élection générale.
| Primaire Démocrate de 2024 du 13e district congressionnel de Floride | Primaire Démocrate de 2024 du 13e district congressionnel de Floride | Primaire Démocrate de 2024 du 13e district congressionnel de Floride | Primaire Démocrate de 2024 du 13e district congressionnel de Floride | Primaire Démocrate de 2024 du 13e district congressionnel de Floride |
| -------------------------------------------------------------------- | -------------------------------------------------------------------- | -------------------------------------------------------------------- | -------------------------------------------------------------------- | -------------------------------------------------------------------- |
| Parti                                                                | Parti                                                                | Candidat                                                             | Votes                                                                | %                                                                    |
|                                                                      | Démocrate                                                            | Whitney Fox                                                          | 29 678                                                               | 57,9                                                                 |
|                                                                      | Démocrate                                                            | Sabrina Bousbar                                                      | 8 929                                                                | 17,4                                                                 |
|                                                                      | Démocrate                                                            | Liz Dahan                                                            | 6 904                                                                | 13,5                                                                 |
|                                                                      | Démocrate                                                            | Mark Weinkrantz                                                      | 3 697                                                                | 7,2                                                                  |
|                                                                      | Démocrate                                                            | John Liccione                                                        | 2 013                                                                | 3,9                                                                  |

| Élection de 2024 du 13e district congressionnel de Floride | Élection de 2024 du 13e district congressionnel de Floride | Élection de 2024 du 13e district congressionnel de Floride | Élection de 2024 du 13e district congressionnel de Floride | Élection de 2024 du 13e district congressionnel de Floride |
| ---------------------------------------------------------- | ---------------------------------------------------------- | ---------------------------------------------------------- | ---------------------------------------------------------- | ---------------------------------------------------------- |
| Parti                                                      | Parti                                                      | Candidat                                                   | Votes                                                      | %                                                          |
|                                                            | Républicain                                                | Anna Paulina Luna (sortante)                               | 225 636                                                    | 54,8                                                       |
|                                                            | Démocrate                                                  | Whitney Fox                                                | 185 930                                                    | 45,2                                                       |
|                                                            | Indépendant                                                | Tony D'Arrigo                                              | 27                                                         | 0,0                                                        |
| Total des votes                                            | Total des votes                                            | Total des votes                                            | 411 593                                                    | 100 %                                                      |
|                                                            | Les Républicains conservent                                |                                                            |                                                            |                                                            |